# Anton Hendrik van Schwarzburg-Sondershausen
Anton Hendrik (Sondershausen, 7 oktober 1571 - aldaar, 10 augustus 1638) was van 1586 tot zijn dood graaf van Schwarzburg-Sondershausen.
Anton Hendrik was de tweede zoon van graaf Johan Günther I van Schwarzburg-Sondershausen (1532-1586) en Anna (1539-1579), een dochter van Anton I van Oldenburg.
Toen zijn vader overleed waren Anton Hendrik en broers nog minderjarig. Van 1586 tot 1594 traden hun ooms Johan VII en Anton II van Oldenburg op als voogd en regent van Schwarzburg-Sondershausen.
Anton Hendrik bleef ongehuwd. Hij had wel kinderen uit een relatie met een burgerlijke vrouw. In 1641 werden zij door keizer Ferdinand III onder de naam von Schwarzenfels in de adelstand verheven.